# Jerzy Kołakowski
Jerzy Kołakowski (ur. 30 sierpnia 1907 w Częstochowie, zm. 19 listopada 1980 tamże) – polski inżynier, rektor Politechniki Częstochowskiej.

## Życiorys
Był synem Bolesława Kołakowskiego, wykładowcy chemii na Uniwersytecie Lwowskim oraz bratem Mirona Kołakowskiego, prawnika, działacza katolickiego, posła na Sejm i Tadeusza Kołakowskiego, stomatologa.
W 1936 roku ukończył studia na Politechnice Lwowskiej i podjął pracę w przemyśle maszynowym. W latach 1933-1934 służył w Szkole Podchorążych Rezerwy Saperów w Modlinie, a w czasie kampanii wrześniowej walczył w obronie Modlina. Od 1941 kierował miejską betonownią w Warszawie. We wrześniu 1944 został aresztowany i więziony w Auschwitz-Birkenau i Buchenwaldzie. Po zakończeniu wojny uzyskał w 1946 roku stopień doktora na Uniwersytecie w Getyndze, a od roku 1965 był profesorem. W latach 1949–1959 sprawował funkcję rektora Wyższej Szkoły Inżynierskiej w Częstochowie, w 1955 przekształconej w Politechnikę Częstochowską. Był także rektorem Wyższej Szkoły Inżynierskiej w Zielonej Górze oraz wykładowcą Uniwersytetu Bagdadzkiego.
Zmarł 19 listopada 1980 roku w Częstochowie i został pochowany na tamtejszym cmentarzu Kule.